# Hadena monotona
Hadena monotona là một loài bướm đêm trong họ Noctuidae.